# Корпоративный университет Транспортного комплекса
Корпорати́вный университе́т Тра́нспортного ко́мплекса (КУТК) (бывш. Уче́бно-произво́дственный центр (УПЦ)) — специализированное учебное заведение в Москве, занимающееся подготовкой профессиональных кадров для общественного транспорта Москвы, состоящего из трамвая, метрополитена, монорельса и автобуса, также в него входят МЦК и МЦД (интегрированы по единой системе оплаты проезда); из них трамвай, метрополитен и монорельс эксплуатируются единым предприятием — ГУП «Московский метрополитен». МЦК и МЦД, в свою очередь, несмотря на то, что в СМИ и пиар-кампаниях преподносятся как линии метрополитена (применительно к МЦД употребляется особый термин — «наземное метро»), по совокупности характеристик являются «городской электричкой», а не метрополитеном. Кроме того, их эксплуатацию не осуществляет ГУП «Московский метрополитен».

## История
Корпоративный университет Транспортного комплекса (КУТК), до 2021 года являвшийся учебно-производственным центром (УПЦ), берёт своё начало позже открытия первой очереди Московского метрополитена 15 мая 1935 года — с 1944 года — создания специализированной школы. Первое время занятия велись в свободных помещениях станции «Арбатская», затем — в электродепо ТЧ-2 «Сокол». В 1995 году был организован полноценный учебно-производственный центр, разместившийся в здании на Варшавском шоссе, где и находится по сей день.